# 루카도
루카도(이탈리아어: Provincia di Lucca)는 이탈리아 토스카나주의 도이다. 도청 소재지는 루카이다.
면적은 1,773 평방 킬로미터, 인구는 390,000명이며 33개 코무네로 구성되어 있다.

## 지리
이탈리아 북서부 해안 지역에 위치하며 토스카나주에 자리 잡은 루카도는 서쪽으로는 리구리아해, 북서쪽으로는 마사에카라라도, 남쪽으로는 피사도, 북동쪽에는 피스토이아도, 동쪽에는 피렌체 광역시를 두고 있다. 북쪽으로는 에밀리아로마냐 (레조에밀리아도, 모데나도) 지역과 인접하고 있다. 토레델라고, 비아레조, 포르테데이마르미 등을 통해 리구리아해로 접근 가능하다. 피아나 디 루카(Piana di Lucca), 베르실리아, 메디나 발레 델 세르키오(Media Valle del Serchio), 가르파냐나 등 네 개 지역으로 루카를 구분한다. 베르실리아는 넓은 해변으로 유명하며, 밀리아리노-산 로소레-마사추콜리 국립 공원에는 해안 사구와 늪지가 존재한다. 루카의 주요 리조트는 비아레조, 리도디카마이오레, 피에트라산타, 포르데 데이 마르미 등에 위치한다. 가르파냐나는 숲으로 우거진 구릉지와 올리브 나무로 유명하다.
마사추콜리 호수는 면적이 6.9 제곱킬로미터 (2.7 mi2)에 달하는 호수로, 대부분이 마사로사에, 일부는 토레델라고, 비아레조 등에 걸쳐 있다.
이 호수는 고대 시대에는 '파피리아니스'(Fossis Papirianis)로 알려졌는데, 포이팅거 지도에도 등장한다. 작곡가 자코모 푸치니가 이 근처에서 살았으며 호수를 주변으로 자주 산책했다고 하며 오늘날 푸치니 축제가 이곳에서 해마다 열린다. 세르키오강의 지류인 리마강 유역에 위치한 바니디루카 수원지는 루카 초기 역사에는 'Vicaria di Val di Lima'라는 이름으로 알려졌고 , 팔로피우스는 한때 이 수원지가 자신의 난청을 치료했다고 주장했다.

## 주요 관광지

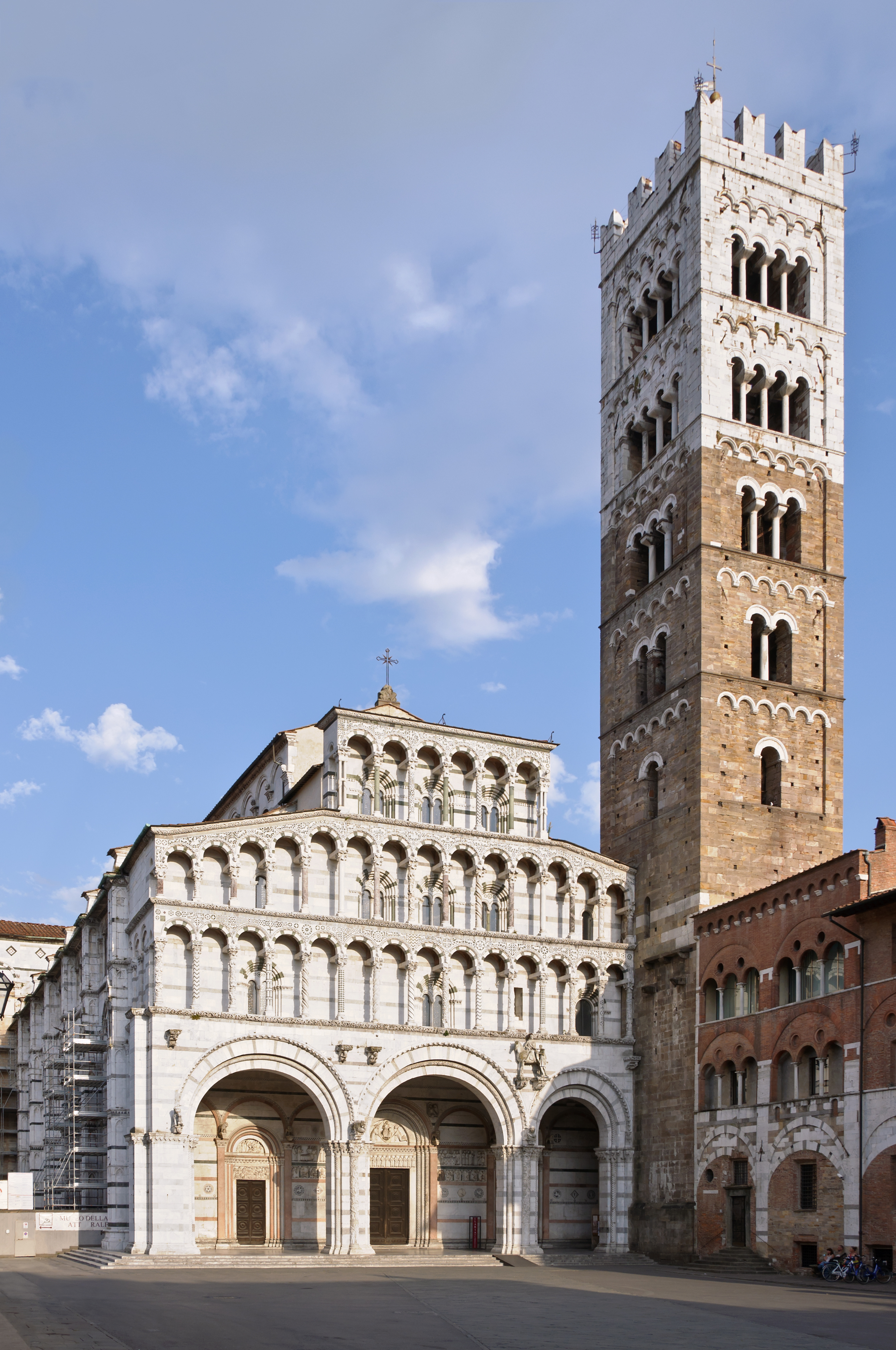
루카 대성당의 파사드와 종탑

중세 시대 주요 순례 경로였던 프랑키게나 가도를 따라 위치했던 루카도는 성, 수도원, 소규모 성당 및 빌라 토리자니, 빌라 만시 같은 저택 등이 즐비하다. '산 마르티노 두오모'로도 알려진 루카 대성당은 본래 6세기에 지어졌지만 11세기에 로마네스크 양식으로 재건되어, 1070년 교황 알렉산데르 2세의 축성을 받았다. 14세기에 토스카나 고딕풍의 영향을 받아 다시 한번 재단장되었는데, 당시에 아치 윗 부분의 기둥이 더해졌다. 마찬가지로 루카 도심에 위치한 산 프레디아노 교회는 특별한 추가된 사항이 없이 원상태가 보존된 롬바르디아 양식의 건축물의 유일한 예시로 알려져 있으며 다만 파사드는 1200년경의 것으로 알려져 있다. 이 교회는 만시 궁전 및 루카의 시인 조반니 구이디키오니의 무덤이 위치한 14세기의 산 프란체스코 성당의 경우처럼 일부 중한 미술품을 소장하고 있다.
루카의 구이니기 저택(Casa Guinigi)과 구이니기 탑은 루카도에 남아있는 중세 건축물의 뛰어난 예시로, 부유한 구이니기 가문의 의뢰에 따라 1384년에 지어지기 시작했다. 파올로 구이니기는 15세기 초 루카의 통치자였다. 높이 44.25 미터 (145.2 ft)의 구이니기의 탑은 마트라이아의 사암과 벽돌 및 피사니산의 베루카노(Verrucano)로 지어졌다. 최초 건설 당시 탑의 남아있는 부분 중 하나는 로자와 1층의 현관 부분이다.
또한 주목할 것으로는 459개의 아치로 이뤄진 노톨리니 수도교로, 1823년과 1832년 사이에 건설됐다.

## 행정

### 루카도 도시자 목록
|        | 도지사                     | 임기 시작 | 임기 끝 | 당                         |
| ------ | -------------------------- | --------- | ------- | -------------------------- |
|        | 주세페 비코키              | 1975년    | 1985년  | 기독교민주당               |
|        | 피에로 레오나르도 안드레우 | 1985년    | 1990년  | 기독교민주당               |
|        | 프랑코 안토니오 파누키     | 1990년    | 1992년  | 기독교민주당               |
|        | 피에로 바첼리              | 1992년    | 1992년  | 기독교민주당               |
|        | 피에르 조르조 리케리       | 1993년    | 1994년  | 기독교민주당               |
|        | 엔리코 그라바우            | 1994년    | 1997년  | 국가동맹                   |
|        | 안드레아 탈리아사키        | 1997년    | 2001년  | 좌파민주당 좌파 민주주의당 |
| 2001년 | 안드레아 탈리아사키        | 2006년    |         | 좌파민주당 좌파 민주주의당 |
|        | 스테파노 바첼리            | 2006년    | 2011년  | 좌파 민주주의당 민주당     |
| 2011년 | 스테파노 바첼리            | 2015년    |         | 좌파 민주주의당 민주당     |
|        | 루카 메네시니              | 2015년    | '재임'  | 민주당                     |